# Петер Шомфай
Петер Шомфай (угор. Somfai Péter; нар. 2 квітня 1980 року, Будапешт, Угорщина) — угорський фехтувальник (шпага), бронзовий призер Олімпійських ігор 2016 року в командній шпазі, дворазовий чемпіон Європи, багаторазовий призер чемпіонатів світу та Європи.

## Виступи на Олімпіадах
| Олімпіада | Дисципліна     | Місце |
| --------- | -------------- | ----- |
| Ріо 2016  | командна шпага | 3     |